# Владислав Вшелячинський

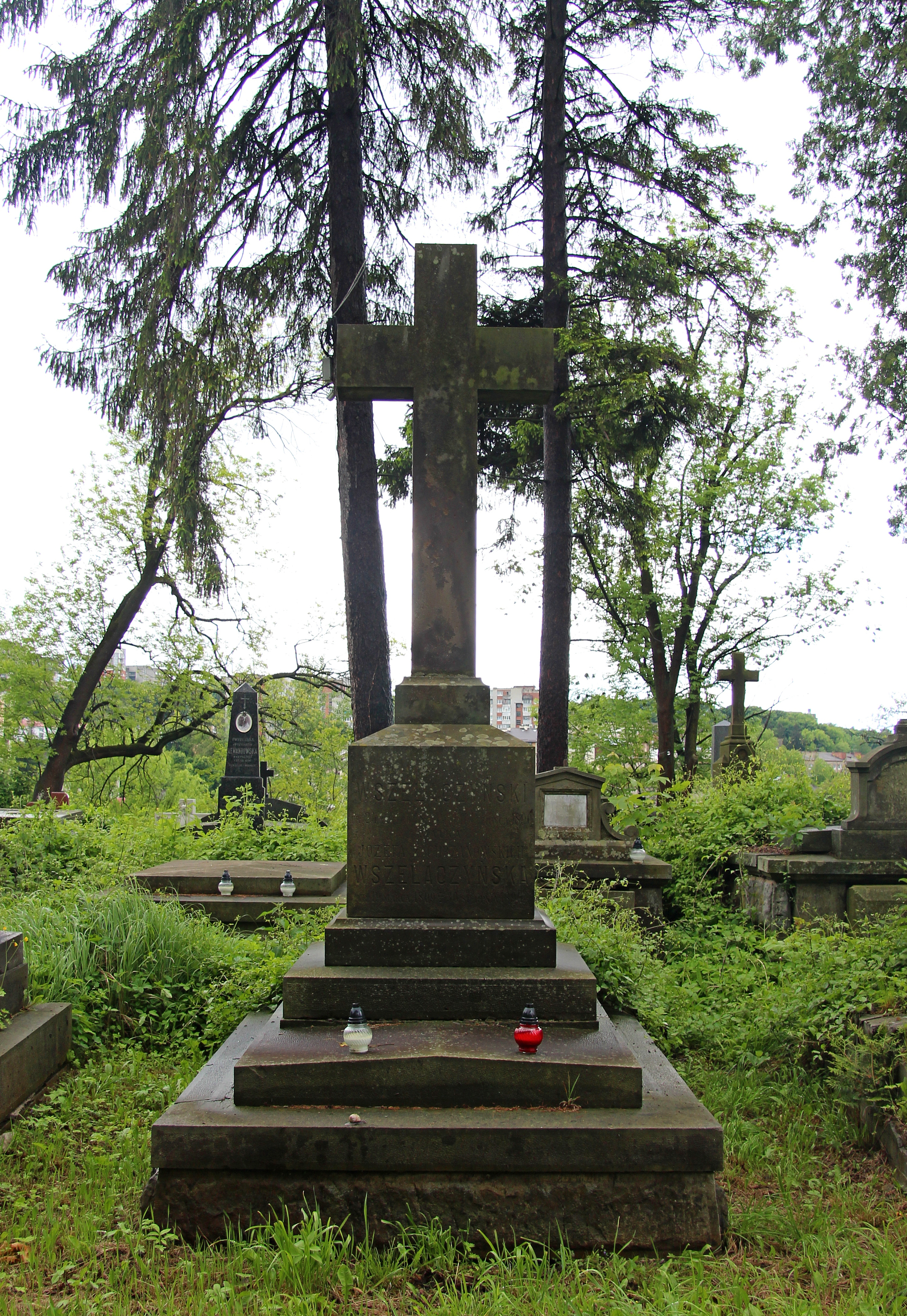

Владислав Вшелячинський (Władysław Wszelaczyński) — відомий польський піаніст, диригент, композитор та музикознавець.

## Біографія
Народився Владислав Вшелячинський 1847 року в Копичинцях Гусятинського району. Помер 1896.
Похований на 71 полі Личаківського цвинтаря.

## Кар'єра
Працював в Тернопільській музичній школі. Був членом товариства «Приятелів музики». З 1886 по 1890 роки давав уроки гри на фортепіано Соломії Крушельницькій.